# Джийн Рис
Джийн Рис (на английски: Jean Rhys), с рождено име Ела Гуендолин Рийс Уилямс, е доминиканска писателка на произведения в жанра съвременен и любовен роман.

## Биография и творчество
Рис е родена на 24 август 1890 г. в Розо, Доминика, Британски Западни Индии, в семейството на лекар уелсец и креолка с шотландско потекло.
На 16-годишна възраст заминава за Англия при леля си, учи в девическата гимназия „Стивън Пърс“ и следва един семестър в Кралската академия за театрално изкуство, но е принудена да напусне поради липса на средства и проблеми с акцента. Отказва да се върне при родителите си и работи като статистка и манекен под имената Вивиан, Ема или Ела Грей. След като баща ѝ умира през 1910 г. тя започва свободен живот и става любовница на богат борсов посредник, но след известно време се разделят.
По време на Първата световна война работи като доброволец във войнишка столова, а през 1918 г. работи в пенсионен офис. През 1919 г. се жени за Жан Ленглът, френско-нидерландски журналист, шпионин и автор на песни. С него живее предимно в Лондон, Париж и Виена. Имат две деца, син, който умира млад, и една дъщеря. Развеждат се през 1933 г.
През 1934 г. се омъжва за Лесли Тилдън-Смит, редактор. Живеят няколко години в Девън. Съпругът и умира през 1945 г. През 1947 г. се омъжва за Mакс Хамер, адвокат, който е братовчед на Тилдън-Смит. След брака им е осъден за измама. Умира през 1966 г.
През 1924 г. среща в Париж писателя Форд Масокс Форд, под чието влияние започва да пише разкази. Първият ѝ сборник с разкази „The Left Bank and Other Stories“ (На левия бряг и други истории) е публикуван през 1927 г.
Първият ѝ роман „Квартетът“ е публикуван през 1928 г. Тя печели отзивите на критиката, но няма читателски успех. През 1981 г. романът е екранизиран в едноименния филм с участието на Изабел Аджани, Алън Бейтс и Маги Смит.
В романа си „Voyage in the Dark“ (Път в тъмата) от 1934 г. представя историята на млада жена, която е родена в Западна Индия и живее с усещане за отчуждение в Англия. През 1939 г. в романа си „Good Morning, Midnight“ (Добро утро, полунощ) изразява усещането и опита на застаряващата жена. Сюжетите на произведенията ѝ са отражение на живота на бохемата в Париж и Лондон през 20-те и 30-те години на 20. век. Темата в тях е самотната борба на жената с бедността, отчуждението и неразбирането на околните.
След 1940 г. тя прекъсва за дълго писателската си кариера. В периода 1955 – 1960 г. живее в Бъд, Корнуол, а после се премества в Черитън Фицпейн в Девън.
През 1966 г. е публикуван романът ѝ „Безкрайното Саргасово море“. В него тя прави нов прочит на каноничния роман на Шарлот Бронте от 1847 г. – „Джейн Еър“, като представя историята на Бърта – лудата съпруга на Рочестър, която живее заключена в таванската стая на имението Торнфийлд, подобно призрак или звяр. Романът засяга и темата за отношенията и зависимостта на жена мулатка от Доминика и господстващ английски мъж. Романът става бестселър и съживява интереса към творчеството на писателката. През 1993 г. романът е екранизиран в едноименния американски филм с участието на Карина Ломбард, Натаниел Паркър и Рейчъл Уорд. През 2006 г. отново е екранизиран в едноименен телевизионен филм с участието на Рафи Спол, Ребека Хол и Нина Сосания.
В следващите години е автор на няколко сборника разкази. През 1978 г. е удостоена с Ордена на Британската империя.
Джийн Рис умира на 14 май 1979 г. в Ексетър, Девън, Англия. Посмъртно е публикуван автобиографичният ѝ роман „The Letters of Jean Rhys“. Литературното ѝ наследство е съхранено в Университета на Тълса.

## Произведения

### Самостоятелни романи
- Quartet (1928) – издаден и като „Postures“
- After Leaving Mr Mackenzie (1931)
- Voyage in the Dark (1934)
- Good Morning, Midnight (1939)
- Wide Sargasso Sea (1966) 
Безкрайното Саргасово море, изд.: Алтера, София (2012), прев. Надежда Радулова

### Сборници
- The Left Bank and Other Stories (1927)
- Tigers Are Better Looking (1968)
- Penguin Modern Stories 1 (1969) – с Бърнард Маламъд, Дейвид Плант и Уилям Сансом
- My Day (1975)
- Sleep it Off, Lady (1976)
- Tales of the Wide Caribbean (1985)
- The Collected Short Stories (1987)
- Let Them Call It Jazz (1995)
- The Review of Contemporary Fiction: 20 (2000) – с Пол Боулс, Джон Хоукс и Маргьорит Йънг

### Разкази
- Outside the Machine (1960)
Вън от машината, в „Разкази от Британските острови“, изд.: „Народна култура“ (1986), прев. Катя Михайлова
- The Sound of the River (1966)
- Sleep It Off Lady (1974)
- A Spiritualist (1976)
- I Used to Live Here Once (1976)
- The Day They Burned the Books (1978)

### Документалистика
- Smile Please (1979)
- The Letters of Jean Rhys (1984) – автобиография

### Екранизации
- 1972 Thirty-Minute Theatre – тв сериал, 1 епизод
- 1973 Then and Now – тв сериал, 3 епизода по произведенията ѝ
- 1979 Tigers Are Better Looking – кратък филм
- 1981 Квартет, Quartet – по романа
- 1991 Sargasso: A Caribbean Love Story – документален, по романа
- 1993 Wide Sargasso Sea – по романа
- 2006 Wide Sargasso Sea – тв филм, по романа